# Archidiocèse de Wrocław

Carte des archidiocèses et diocèses polonais.

L’archidiocèse de Wrocław est un archidiocèse de rite romain de l’Église catholique. Il a pour cathédrale Wrocław en Pologne. Depuis sa création en évêché en l'an mil jusqu'à 1821, il dépendait de l'archidiocèse de Gniezno en Grande-Pologne. De 1821 à 1930 il dépendait directement du Siège apostolique. Entre 1821 et 1972, il était appelé officiellement (archi)diocèse de Breslau.

## Territoire
L'archidiocèse comprend la partie orientale de la voïvodie de Basse-Silésie et les powiats de Brzeg et Namysłów dans la voïvodie d'Opole.
Le siège archiépiscopal est à Wrocław, où se trouve la cathédrale Saint-Jean-Baptiste. Plusieurs basiliques mineures se dressent également sur le territoire : Sainte-Élisabeth à Wroclaw, Sainte-Edwige à Trzebnica, Saint-Jean-l'Évangéliste à Oleśnica et Saint-Georges-Martyr à Ziębice.
Le territoire couvre 8 850 km², et il est divisé en 33 doyennés et 297 paroisses.

## Histoire

### Haut Moyen Âge
Ce sont des missionnaires de Moravie et de Bohême qui propagèrent le christianisme en Silésie. Après la conversion du duc Mieszko Ier de Pologne et la conquête de la Silésie, l'évangélisation progressa rapidement. Jusqu'à l'an mil, la Silésie n'avait pas d'évêque en propre, elle dépendait des diocèses voisins. Cela maintenait le contact entre la Silésie et le Saint-Empire romain germanique. Le cours supérieur de l'Oder formait la frontière avec le royaume de Pologne. Tous les territoires qui aujourd'hui forment la Silésie (et qui se trouvent en rive droite de l'Oder) étaient ainsi rattachés au diocèse de Poznań, suffragant de l’archevêché de Magdebourg. Cette moitié de la Silésie se trouvait ainsi sous la juridiction d'un prêtre du nom de Jordan, qui fut choisi comme premier évêque de Poznań en 968. La moitié de la Silésie occupant la rive gauche de l’Oder appartenait au royaume de Bohême, et se trouvait placée par conséquent sous la juridiction diocésaine de Prague. L’évêché de Prague, fondé en 973, était suffragant de l’archevêché de Mayence.
Le duc Boleslas Ier le Vaillant, fils de Mieszko, obtint la partie bohémienne de la Silésie durant ses guerres de conquête, ce qui devait faire passer la province sous dépendance d'un évêché plus nordique : par décret de l'empereur Otton III en 995, la Silésie fut rattachée à l’évêché de Meissen qui, comme Poznań, était suffragant de l'Archevêché de Magdebourg. Peu après, l'empereur Othon et Bolesław, qui avait fait allégeance à l'empereur, gouverna sur toute la Silésie. Il établit le diocèse de Wrocław qui, avec les évêchés de Cracovie et de Kołobrzeg, fut placé sous l'autorité de l’archevêché de Gniezno en Grande-Pologne, fondé par Othon en l'an mil au cours d'un pèlerinage. Le premier évêque de Wrocław aurait été Jean, mais on ne sait de lui que son nom : aucun document officiel ne précise les frontières de son diocèse à l'époque de sa nomination. Toutefois, celles-ci sont précisées par les bulles d'approbation et de protection fulminées par le pape Adrien IV, le 23 avril 1155, et confirmées par le pape Innocent IV, le 9 août 1245.
Au potentat Boleslas Ier succéda son fils Mieszko II Lambert, qui ne régna que pour peu de temps. À sa mort, il éclata une révolte contre l’Église chrétienne et la famille régnante se déchira ; la jeune Église polonaise, en proie aux troubles, se désintégra et l'on ignore le nom des prélats de Wrocław entre 1035 et 1085 : un certain Jérôme, qu'une tradition tardive désigne comme un noble romain, aurait officié à Wrocław entre 1051 et 1062. Casimir Ier, le fils de Mieszko, et sa mère s'étaient enfuis du pays, et ce n'est que grâce à l'aide des colons teutoniques qu'ils purent retrouver le pouvoir ; leur première tâche fut de rétablir l'organisation du clergé. Le diocèse fut gouverné par Jean Ier (1062–72), puis par Petrus Ier (1071–1111). Sous l’épiscopat de ce dernier, le comte Pierre Wlast multiplia les fondations d'églises et de monastères, qui restent attachées à son nom. Les successeurs de Petrus sont Siroslas Ier (1112–20); Heimon (1120–26), qui reçut Othon de Bamberg à Wrocław en mai 1124, alors que le saint accomplissait une tournée missionnaire à travers la Poméranie ; Robert Ier (1127–42), qui sera ensuite évêque de Cracovie ; Robert II (1142–46), et Jean II (1146–49), qui sera ensuite archevêque de Gniezno.

### Les duchés de Silésie et la fragmentation des terres polonaises
On connaît beaucoup mieux l’histoire du diocèse de Wrocław à partir de l’épiscopat de l’évêque Gautier (1149–69). Le pape Adrien IV, sur requête de Gautier en 1155, prit l'archevêché sous sa protection et confirma les possessions territoriales dont on lui soumettait la liste. Parmi les droits confirmés par le pape, il y avait la juridiction sur la châtellenie d’Otmuchów, constitutive du patrimoine du diocèse dès sa fondation. En 1163, les fils du duc Ladislas II revinrent de leur exil en terre d'Empire et, par la grâce de l’empereur Frédéric Barberousse, reçurent comme duché indépendant la moitié de Silésie rattachée au diocèse de Wrocław. L’évêque Gautier fit édifier une nouvelle cathédrale, plus massive, où il fut inhumé. Siroslas II (1170–98) encouragea la fondation du monastère cistercien de Lebus par le duc Boleslas Ier le Long. En 1180, Siroslas participa au ban de Łęczyca au cours duquel furent promulguées les lois protégeant l’Église et ses propriétés. Le duc Iaroslav d'Opole (1198–1201), fils aîné du duc Boleslas, fut le premier prince à devenir évêque de Wrocław (cf. prince-évêque).
Cyprien (1201–12077), l'abbé du monastère Prémontrés de Saint-Vincent, près de Wrocław, était déjà évêque de Lebus lorsqu'il fut élu à la tête du diocèse de Wrocław. Sous l’épiscopat de Cyprien, le duc Henri Ier et sa femme, sainte Edwige, fondèrent le couvent cistercien de Trebnitz. L’épiscopat de l'évêque Laurent (1207–32) est marqué par la volonté de faire prospérer les terres de l’Église en y attirant des colons germanophones, afin de mettre en culture les terres défrichées. Il suivait en cela l'exemple des monarques Henri Ier et Edwige. Les monastères de la règle de saint Augustin, prémontrés et cisterciens, prirent une part active part dans l'application du projet des princes en facilitant l'établissement d'un grand nombre de colons germanophones, pour la plupart Thuringiens et Franconiens, sur leurs propres terres.
L'un des plus illustres évêques, Thomas Ier (1232–68), poursuivit l’œuvre de colonisation teutonique avec une telle ardeur que même les incursions des Mongols (1241) n'y mirent qu'une éphémère interruption. Avec la germanisation de la Silésie, le toponyme germanique de « Breslau » finit par s'imposer au détriment de celui de « Wrocław », de sorte que le diocèse prit désormais le nom d’« évêché de Breslau ». Le rôle important joué par Thomas dans la défense des droits de l’Église en fit l'adversaire du duc Boleslas de Liegnitz. Thomas est le commanditaire de la cathédrale actuelle, dont l'élément le plus ancien est le chancel. Sainte Edwige mourut sous son épiscopat ; et si l'évêque lui-même survécut jusqu'à ce que le procès de sa canonisation fût achevé, il mourut avant la cérémonie finale d'élévation sur les autels de l’Église Catholique. Après Thomas Ier, Ladislas, un des petits-fils de Sainte Edwige, et archevêque de Salzbourg, fut administrateur du diocèse de Breslau jusqu'à sa mort en 1270.
Thomas II Zaremba (1270–92), qui pendant des années combattit le duc Henri IV sur les prérogatives de l’Église en Silésie, lui succéda à Breslau. Mais en 1287, Henri et l'évêque se réconcilièrent à Ratisbonne, et en 1288 le duc fonda la collégiale de la Sainte-Croix à Breslau. À sa mort, survenue la veille de la Saint-Jean 1290, le duc confirma la souveraineté de l’Église sur les terres de Neisse et d’Ottmachau. Thomas II consacra le maître-autel de la cathédrale ; il assista au premier concile de Lyon (1274) et en 1279 organisa un synode diocésain. Jean III Romka (1292–1301), appartenait au parti polonais du chapitre cathédral. Son intransigeance sur les prérogatives de l’Église en firent lui aussi l'adversaire des princes temporels de Silésie ; en 1296 il convoqua un synode sur la défense de ces droits.
Lors de l'élection de Henri Ier de Würben (1302–19), le parti pro-allemand au chapitre cathédral l'emporta, mais sa victoire valut au nouvel évêque l’inimitié de la faction rivale. Il fut choisi comme précepteur des jeunes ducs de Breslau, et le montant exorbitant de ses honoraires, ainsi que le jeu des factions, finirent par susciter de graves accusations à son encontre. Il fut retenu de nombreuses années en Avignon par un procès devant la Curie, dont il sortit finalement vainqueur. Malgré les vicissitudes de son mandat, il accomplit sa tâche d'évêque avec énergie : il poursuivit la construction de la cathédrale, et en 1305 puis en 1316 il tint deux synodes diocésains. La charge de coadjuteur de Breslau fut créée sous son épiscopat. À sa mort, un scrutin infructueux conduisit à la vacance de la chaire. Les deux candidats, Vit et Lutold, élus par les factions rivales, finirent par démissionner, et le pape Jean XXII nomma l'évêque Nanker de Cracovie à Breslau (1326–41).

### Diocèse de Bohême
La constante division et le morcellement des terres de Silésie en petites principautés au bénéfice des rejetons des grandes familles provoquait un affaiblissement militaire, nécessitant l'appui d'un puissant suzerain, et c'est ainsi que la Silésie passa sous le contrôle de la Bohême (une première fois de 1289 à 1306, puis définitivement à partir de 1327), royaume qui faisait lui-même partie du Saint-Empire romain germanique. Une querelle s'éleva entre l'évêque Nanker et le suzerain de Silésie, le roi Jean Ier de Bohême, lorsque le roi s'empara du château de Milicz, propriété du chapitre cathédral. L'évêque excommunia le roi et les participants au synode de Breslau qui faisaient cause commune avec lui. Contraint finalement de fuir Breslau, Nanker alla trouver refuge à Neisse, où il mourut.

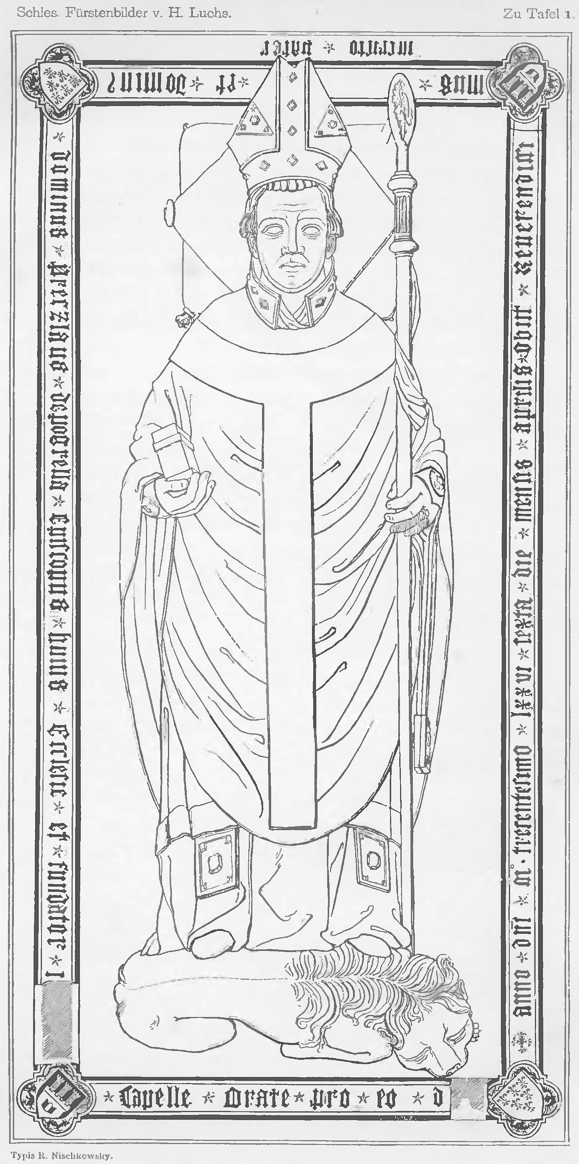
Przecslas de Pogarel, de Wrocław.

Przecław de Pogarell (1341–1376) fut élu évêque alors qu'il poursuivait ses études à Bologne, et fut consacré évêque en Avignon. Grâce à ses liens d'amitié avec Charles, le fils du roi Jean, il parvint à mettre un terme à la discorde de son prédécesseur. Le diocèse prospéra énormément sous son règne. Il racheta le duché de Grodków au duc Boleslas de Brieg et l'agrandit des terres épiscopales de Neisse. Les évêques de Breslau bénéficièrent désormais des titres de Fürst (prince) de Neisse et de « duc de Grottkau », et avaient à ce titre préséance sur les autres seigneurs de Silésie qui n'y avaient en fief que des principautés.
L'empereur Charles IV voulait détacher Breslau de l’archidiocèse de Gniezno pour en faire un évêché suffragant de l'archevêché de Prague (1344) qu'il venait de créer, mais son plan échoua à cause de l'opposition de l'archevêque de Gniezno. Przecław ajouta à la cathédrale la belle chapelle aux Dames, où il fut inhumé et où l'on peut encore voir son tombeau. Dietrich, doyen de la cathédrale, qui fut élu successeur de Przecław, ne parvint pas à obtenir la confirmation papale, et ce fut l’évêque d'Olomouc (Olmütz), qui fut choisi à sa place. Au terme d'un long conflit avec l'empereur Charles, l’évêque Venceslas de Lebus, duc de Liegnitz, fut transféré à Breslau (1382–1417). Le nouvel évêque se consacra à la reconstruction de la Silésie, que Charles avait dévastée en représailles. Il organisa deux synodes (en 1410 puis en 1415), consacrés à la restauration de la discipline ecclésiastique ; et il promulgua en Silésie la loi sur le droit d'héritage, dite « loi de Venceslas ». Venceslas démissionna de sa charge en 1417, et mourut deux ans plus tard.
L’épiscopat de Conrad, duc d’Oleśnica (Œls), l’évêque suivant (1417–47), coïncide avec les temps troublés des guerres hussites. Conrad se trouva à la tête de la confédération silésienne, formée pour défendre le pays des incursions hostiles. En 1435, l’évêque promulgua un décret visant principalement à fermer aux étrangers (et en particulier aux Polonais) l'accès aux prébendes du diocèse de Breslau. Ce n'était pas une tentative isolée pour couper les ponts avec Gniezno : au fil du temps, la séparation virtuelle d'avec l'archevêché Polonais prit corps. Les troubles de cette époque avaient mis l'évêque et son diocèse dans une situation financière épouvantable, et en 1444 Conrad préféra démissionner, mais sa demande fut repoussée. Il organisa un nouveau synode diocésain en 1446 et mourut l'année suivante.

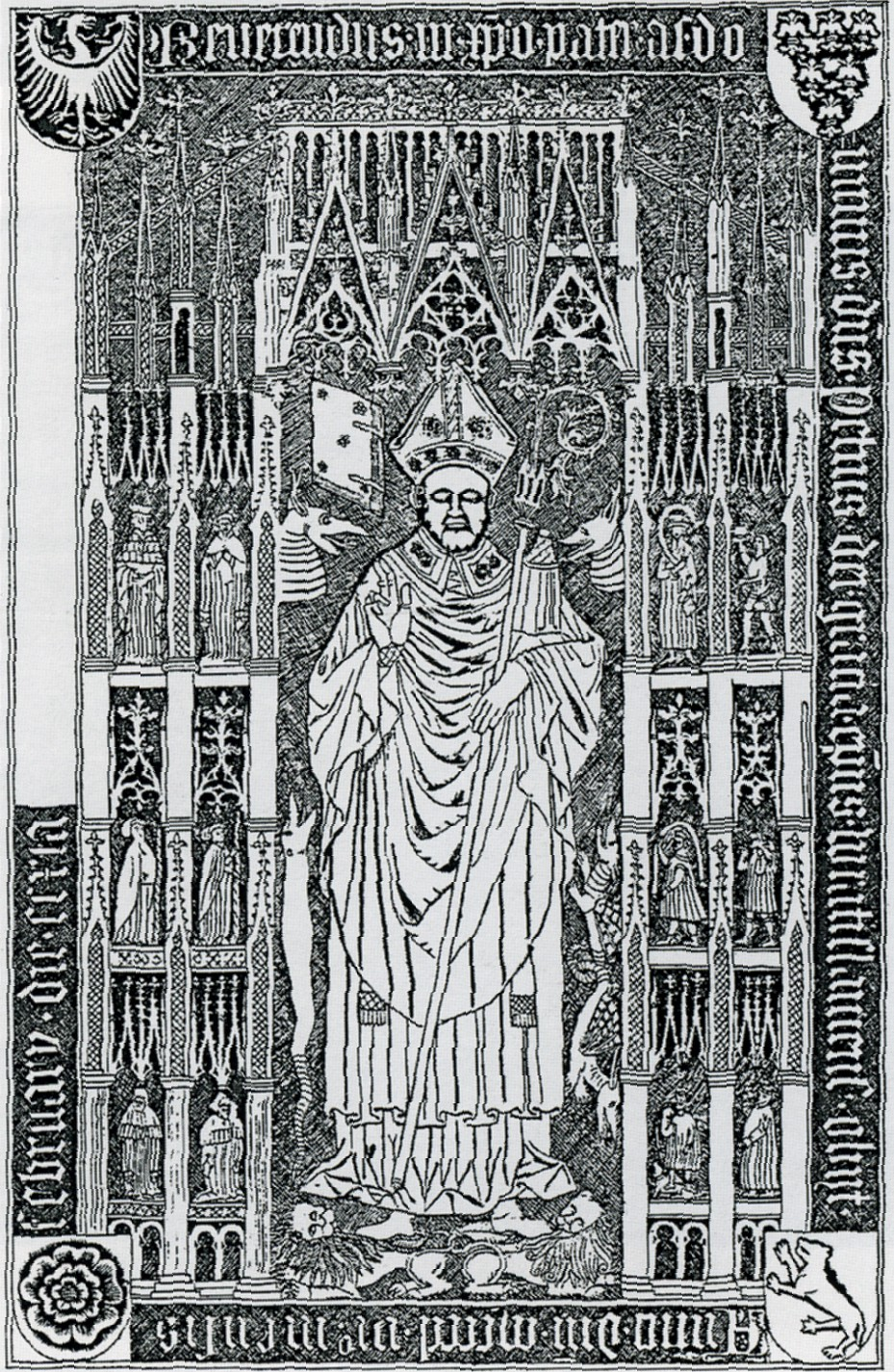
Pierre Nowak, de Wrocław.

Le successeur de Conrad fut le prévôt de la cathédrale de Breslau, Pierre II Nowak (1447–56). Par de sages économies, l’évêque Pierre parvint à restaurer les finances diocésaines et parvint à racheter la plupart des terres hypothéquées par son prédécesseur. Lors du synode diocésain de 1454, il s'attaqua aux abus qui affligeaient le diocèse.

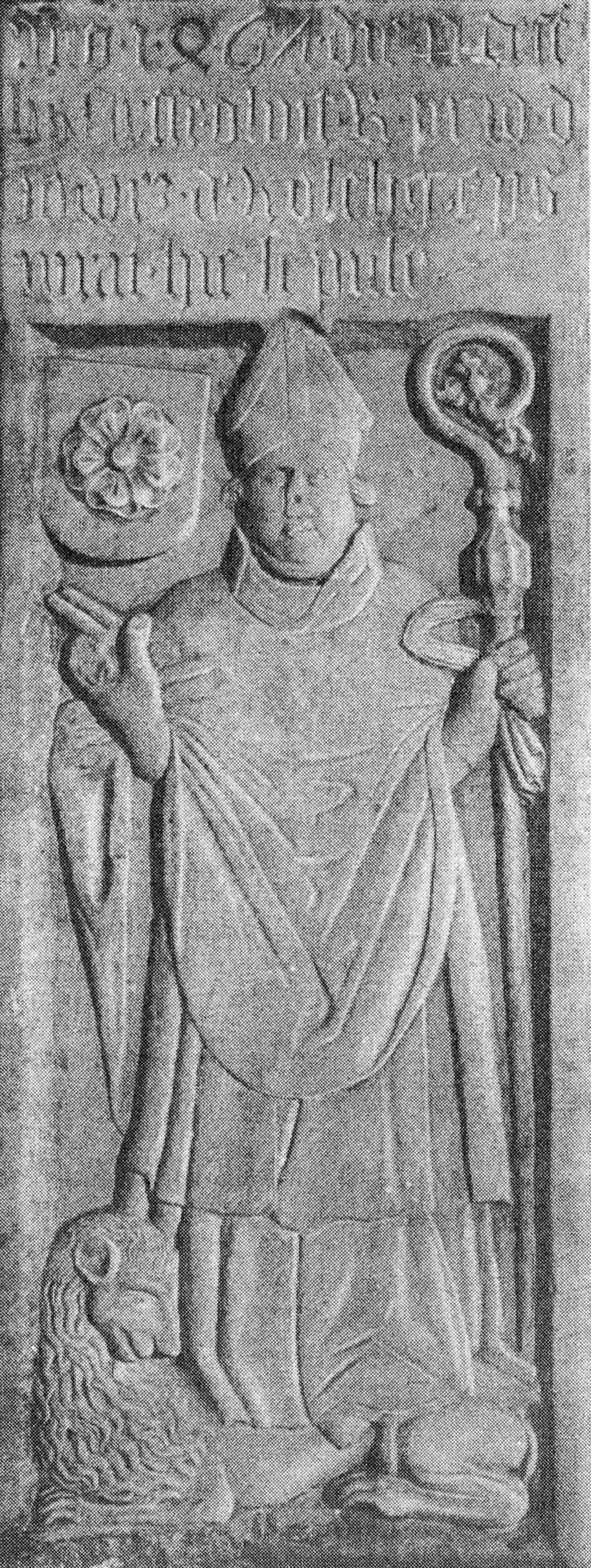
Juste de Rosenberg, de Wrocław.

Juste de Rosenberg (Jodokus, 1456–67) était un aristocrate de Bohême, Grand Prieur de l’ordre de Saint-Jean de Jérusalem. Son irénisme rendit sa position très délicate au cours du conflit politico-religieux qui opposa le roi de Hussite Bohême, Georges de Poděbrady, aux bourgeois de Breslau, qui s'étaient rangés aux côtés du parti impérial. Jodokus eut pour successeur un évêque de Rhénanie, Rodolphe de Rüdesheim (1468–82). En tant que légat du pape, Rodolphe s'était rendu populaire à Breslau par son opposition déterminée à Georges de Podebrady ; cette popularité poussa le chapitre cathédral, qui venait d'obtenir de lui la confirmation de ses privilèges, n'eut de cesse qu'il favorisât son transfert au modeste diocèse de Lavant, en Carinthie. On appela désormais ces privilèges les « statuts de Rodolphe ». Rodolphe, qui avait assuré la victoire du parti anti-Podebrady, entreprit ensuite de réparer les dommages subis par l’Église au cours de cette lutte, et racheta les terres hypothéquées ; il organisa deux synodes diocésains en 1473 et en 1475, consacrés à la discipline du clergé.

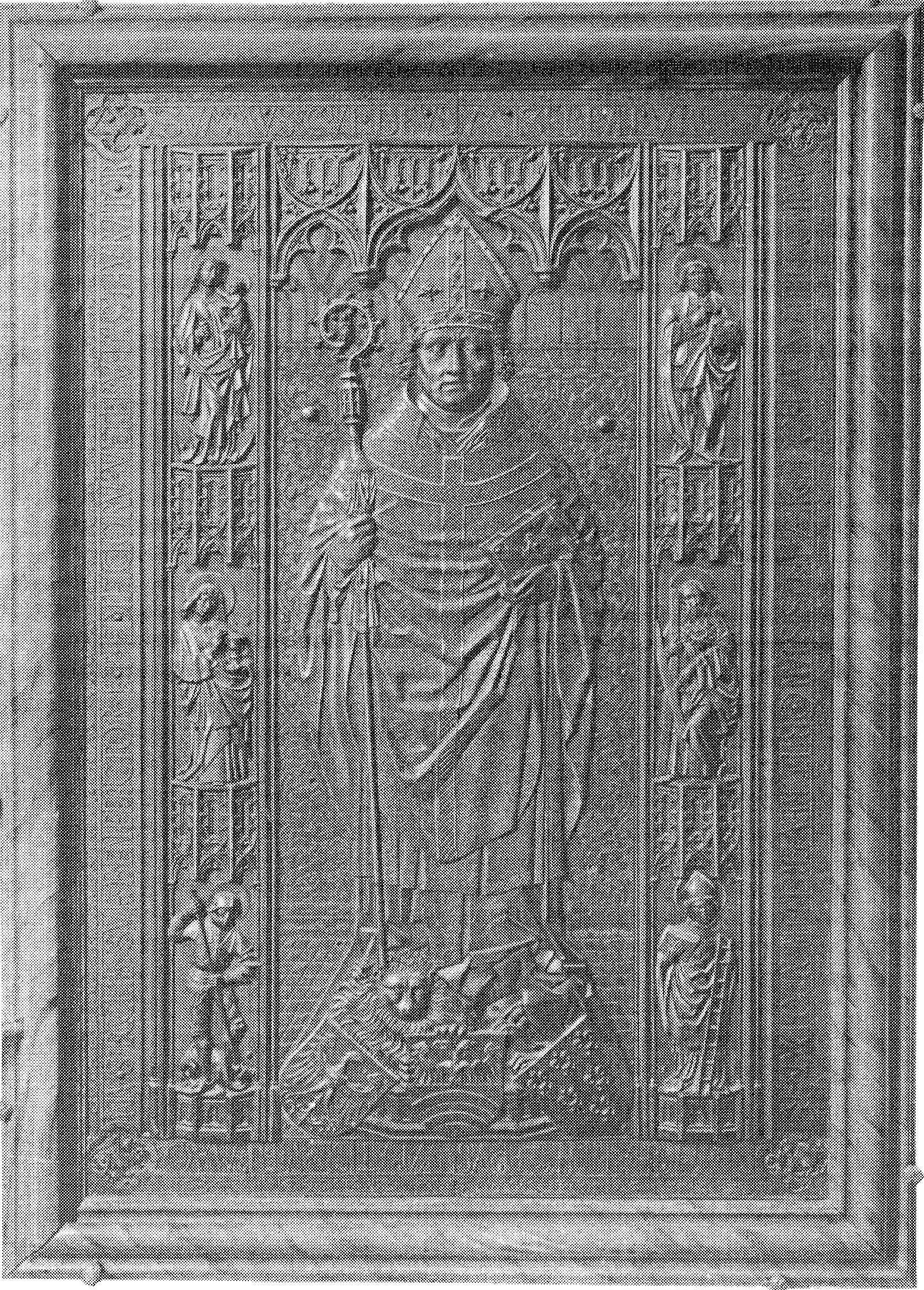
Jean IV Roth, de Wrocław.

Il avait appelé au poste de coadjuteur un Souabe, Jean IV Roth, évêque de Lavant, homme de formation humaniste. À l'instigation du roi Matthias Corvin de Hongrie, dont la Silésie était un fief, le chapitre cathédral fit à contrecœur du coadjuteur un évêque (1482–1506). Si son épiscopat fut ponctué d'affrontements violents avec le chapitre, par une conception stricte des droits et devoirs de l’Église, il fut aussi un mécène généreux. Peu avant sa mort, un célèbre bronzier, Peter Vischer de Nuremberg, réalisa une statue à son effigie, qui est la plus belle tombe d'un évêque en Silésie. Son coadjuteur de plein droit était Jean V (en) (1506–20), un membre de la famille noble hongroise de Thurzó. Jean V prit une place importante dans la vie intellectuelle du temps et s’efforça, lors des synodes diocésains, de promouvoir le savoir et la discipline, et d'améliorer la formation des clercs. Il fit ériger sur les ruines de la citadelle de Javorník (Jauernig) le château dit de Johannisberg, qui deviendra la résidence d'été du prince-évêque de Breslau.
Les troubles religieux qui allaient traverser le XVIe siècle sont déjà sensibles sous son règne, et peu après la mort de Jean, le protestantisme commença à se propager en Silésie, qui dépendait de la monarchie Habsbourg depuis 1526. Princes, nobles, et conseils d'échevins se firent les promoteurs zélés de la nouvelle foi ; et même au sein de la principauté épiscopale de Neisse-Grottkau, les doctrines protestantes trouvaient des partisans. Les successeurs de Jean V sont en partie responsables de ce déroulement : Jacob de Saltze (1520–39), pourtant ferme soutien de l’Église, se montra si indulgent qu'il renonça à affronter la plus grave subversion religieuse jamais vue ; son successeur, Balthasar von Promnitz (1539–63), se montra encore plus compréhensif vis-à-vis de la doctrine des Évangélistes ; et Gaspard de Logau (1562–74), s'il fit d'abord preuve de davantage d'énergie que son prédécesseur pour réprimer les troubles qui déchiraient le diocèse, scandalisa ensuite les fidèles catholiques par sa mollesse et sa démission face aux atteintes aux biens de l’Église. Ces circonstances expliquent aisément les progrès du protestantisme. Mais il faut rappeler que les évêques, bien qu'ils fussent des princes séculiers, n'avaient pas une position facile : lors des assemblées de nobles et des diètes impériales, ils étaient les seuls Catholiques, avec les députés des chapitres cathédraux, face à une majorité de princes protestants. Les suzerains Habsbourg, qui vivaient loin de Silésie (à Vienne ou à Prague), et qui étaient constamment préoccupés par la menace d'une invasion turque, n'étaient guère en position d'appliquer les édits promulgués en faveur de l’Église catholique.
À quelques exceptions près, le clergé de Silésie s'était éloigné de ses devoirs religieux. Parmi les clercs encore attachés à la rigueur de la doctrine, il se trouvait la majorité des chanoines de la cathédrale de Breslau, composé de clercs à la fois très instruits mais aussi soucieux de défendre le catholicisme : c'est surtout par leur action réformatrice que le diocèse échappa à la conversion. Martin von Gerstmann (1574–85) entreprit la rénovation du diocèse en créant un séminaire destiné aux clercs, en multipliant les tournées d'inspection à travers le pays et les synodes diocésains, enfin par l'accueil des jésuites.
Son successeur, Andreas von Jerin (1585–96), un Souabe formé au Collège des Allemands de Rome, continua sa politique. Au synode diocésain de 1592, il entreprit de renforcer la discipline ecclésiastique. Outre son zèle pour relever l’Église, il fut un mécène des arts et des sciences. L’autel d'argent dont il décora sa cathédrale est parvenu jusqu'à nous ;  Andreas von Jerin fit refleurir les écoles de la principauté de Neisse. Enfin, en tant que légat, l'évêque rendit d'importants services à l'empereur en plusieurs occasions.
L'élection en 1596 de Bonaventura Hahn comme successeur d’Andreas von Jerin fut dénoncée par l'empereur, et l'évêque dut finalement se démettre. Pourtant le candidat de l'empereur, Paul-Albert (1599–1600), ne devait occuper le diocèse que l'espace d'une année : Jean VI (1600–8), son successeur, de la lignée silésienne des barons von Sitsch, prit des mesures plus sévères que ses prédécesseurs contre le protestantisme, surtout dans la principauté de Neisse-Grottkau.
L’évêque Charles (1608–24), archiduc d'Autriche, eut davantage de succès que son prédécesseur, une fois passée la première période de la guerre de Trente Ans, qui avait tourné favorablement pour l'Autriche et le parti catholique. Charles désirait se mettre sous la protection de la république des Deux Nations, et éviter ainsi son implication dans le conflit qui déchirait déjà le Saint-Empire romain germanique. L'évêché de Charles se trouvant, juridiquement, subordonné à l'archevêché de Gniezno, il demanda à l'archevêque de Gniezno d'intercéder en sa faveur auprès du roi Sigismond III Vasa de Pologne. Au mois de mai 1619, le prince Ladislas (le futur roi Ladislas IV Vasa), à la demande de son oncle Charles, quitta Varsovie et entreprit une tournée à travers la Silésie. Au terme de pourparlers avec Ladislas à la mi-1619, les Habsbourg consentirent à une occupation temporaire d'une partie de la Silésie par l'armée polonaise, que les princes Vasa espéraient un jour voir rattachées à la Pologne.
Au mois de juillet 1619, les protestants tchèques se soulevèrent contre le roi Ferdinand II et offrirent la couronne de Bohême à l’électeur Frédéric V du Palatinat. Le 27 septembre 1619, sans doute à l'annonce des événements, Ladislas et Charles quittèrent précipitamment la Silésie et dès le 7 octobre 1619 arrivaient à Varsovie. En décembre 1619, le frère cadet de Ladislas, le prince Charles Ferdinand d'Opole fut nommé par Charles évêque auxiliaire de Wrocław, choix qui fut ratifié par l'épiscopat polonais. La bataille de la Montagne Blanche (1620) brisa le soulèvement de la Bohême (et donc par là-même l'opposition des protestants de Silésie). L'évêché de Breslau rentra sous l'autorité de L'archevêché de Gniezno en 1620, après plusieurs années de quasi-indépendance. L’évêque Charles entreprit de rendre la principauté de Neisse à la foi catholique. Cette œuvre fut parachevée par son successeur, Charles-Ferdinand, prince de Pologne (1625–55) qui, tout en passant le plus clair de son temps dans son pays, sut nommer d'excellents administrateurs pour le diocèse, tels l'évêque-coadjuteur Liesch von Hornau et l’archidiacre Gebauer. Les commissaires impériaux restituèrent à l’Église les bâtiments confisqués et sécularisés par extinction des familles vassales pendant les troubles. Jusqu'en 1632 de facto, la région resta gouvernée depuis Varsovie par le roi Sigismond III, non par un évêque ni par l'archevêque.
En application des traités de Westphalie de 1648, les 693 autres églises du pays furent sécularisées entre 1653 et 1668, ce qui entraîna une réorganisation complète du diocèse. Elle fut assurée par Sébastien de Rostock, homme d'humble naissance qui était parvenu au poste de vicaire général et d'administrateur du diocèse sous le règne des princes-évêques Léopold-Guillaume (1656–62) et Charles-Joseph (1663–64), qui tous deux demeuraient loin de Breslau. Lorsque Sébastien de Rostock fut nommé évêque (1664–71), il poursuivit la réorganisation à un rythme plus élevé.

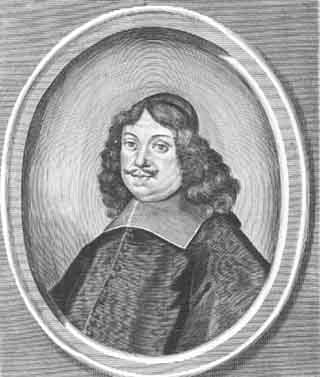
Frédéric de Hesse-Darmstadt, de Wrocław.

Frédéric de Hesse-Darmstadt, cardinal et grand prieur de l’ordre souverain de Malte, fut à son tour évêque de Breslau (1671–82). Cet aristocrate élevé dans la religion protestante s'était converti au catholicisme à Rome. Il poursuivit la réhabilitation du diocèse, embellissant la cathédrale et veillant à la régularité des messes. À la cape rouge et à la capuche violette des chanoines il substitua une collerette rouge. Il fut inhumé dans la belle chapelle dont il avait agrandi la cathédrale en honneur à son ancêtre, sainte Élisabeth de Thuringe.
À sa mort, le chapitre présenta Carl von Liechtenstein, évêque d'Olomouc, comme candidat à la confirmation. C'était là un choix différent de celui de l'empereur, dont le candidat était le comte Palatin Wolfgang, de la famille de Palatinat-Neubourg. Le comte Wolfgang mourut, et son frère François-Louis (1683–1732) fut consacré évêque. Le nouveau prince du diocèse était déjà évêque de Worms, grand-maître des chevaliers teutoniques, prévôt d’Ellwangen et électeur de Trèves, et sera par la suite prince-électeur de Mayence. Il rendit des tribunaux civils indépendants de l'administration ecclésiastique et délimita dans la Pragmatique Sanction de 1699, les prérogatives du vicaire général et celles du consistoire. En 1675, à la mort du dernier duc régnant, le duché silésien de Liegnitz-Brieg-Wohlau échut à l'empereur, amorçant un nouveau train de sécularisation des églises. Mais le roi Charles XII de Suède ayant garanti les possessions des Protestants sur ces territoires, par le traité d'Altranstädt, en 1707, la sécularisation s'interrompit là, et il fallut restituer les églises. C'est en cherchant à dédommager l’Église de la perte de ces édifices que l'empereur Habsbourg Joseph Ier créa les « vicariats joséphins ».

### Entre Prusse et Bohême

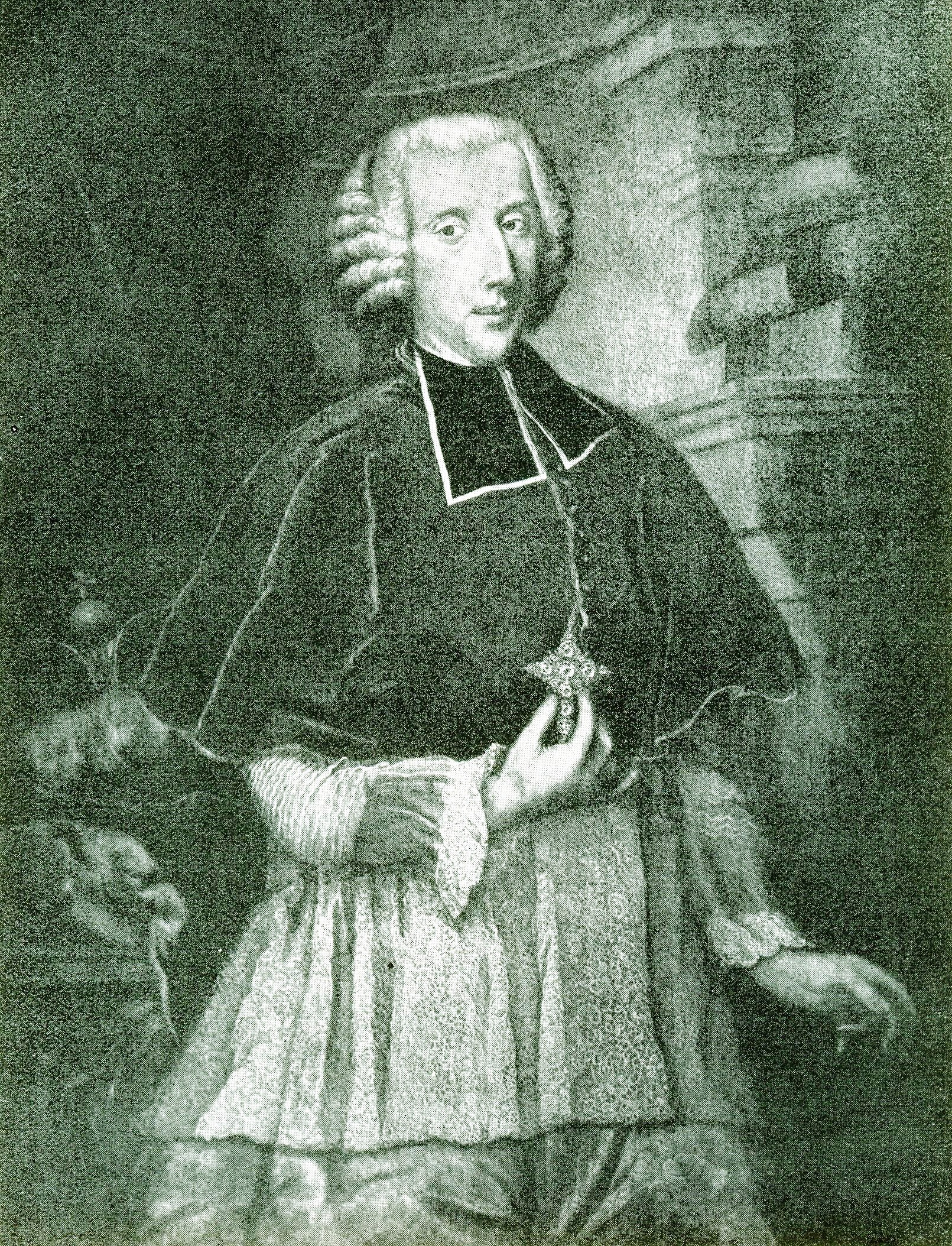
Le prince-évêque Philipp Gotthard von Schaffgotsch,.

Le prince-évêque suivant, le comte Philippe von Sinzendorf, cardinal et évêque de Raab (1732–1747), devait son élévation à la faveur de l’empereur. Au cours de son épiscopat, la plus grande partie de son diocèse fut annexée au royaume de Prusse au terme des guerres de Silésie. Le roi Frédéric II de Prusse (Frédéric le Grand) voulait ériger un « vicariat catholique » à Berlin, pour en faire l'autorité spirituelle suprême des catholiques de Prusse. Cela impliquait en réalité une sécession d'avec Rome, et ce projet échoua à cause de l'opposition du Saint-Siège. L’évêque Sinzendorf n'avait ni suffisamment de finesse pour saisir toute la perfidie du projet prussien, ni suffisamment d'énergie pour s'y opposer. Le roi chercha à imposer un successeur de son choix à Sinzendorf : au mépris total des principes de l’Église, et sourd aux protestations du chapitre de la cathédral, il nomma le comte Philipp Gotthard von Schaffgotsch évêque coadjuteur.
À la mort du cardinal Sinzendorf, le roi n'eut pas de peine à imposer la nomination de Mgr von Schaffgotsch comme évêque de Breslau (1748–95). Quoique son mode de nomination rendît le nouvel évêque suspect aux catholiques de stricte obédience, il remplit ses devoirs envers Rome avec le plus grand zèle. Au cours de la guerre de Sept Ans, sa défense acharnée des prérogatives de l’Église entraîna sa disgrâce auprès de Frédéric, et le rétablissement de la paix ne restaura pas complètement sa faveur. En 1766, il alla trouver refuge dans la moitié autrichienne de son diocèse pour échapper à la réclusion à Opole dont le roi l'avait puni. Frédéric l'empêcha désormais de gouverner la moitié prussienne de son diocèse, et jusqu'à la mort de l'évêque, ce territoire fut géré par des vicaires apostoliques.
L'ex-coadjuteur de Mgr von Schaffgotsch, le prince Joseph-Christian de Hohenlohe-Waldenburg-Bartenstein (1795–1817), lui succéda en tant qu'évêque. Durant son épiscopat, la sécularisation de 1810 ôta aux évêques de Breslau l'exercice du pouvoir temporel sur les domaines ecclésiastiques de Silésie prussienne – seules les terres de Silésie autrichienne demeurant sous leur autorité. La cathédrale, les huit fondations collégiales, et plus de quatre-vingts monastères furent supprimés, et leurs propriétés confisquées. Seules les institutions monastiques ayant charge d'enseignement ou de médecine furent maintenues.
L'évêque Joseph Christian eut à son tour pour successeur son coadjuteur, Emmanuel von Schimonsky (1824–1832). Les affaires de l’Église catholique en Prusse venaient d'être restaurées par la bulle De salute animarum, promulguée en 1821. Cette bulle affranchit le diocèse de Breslau de la province ecclésiastique de Gnesen (Gniezno) et fit de Breslau un évêché exempt. La bulle redécoupa aussi le territoire du diocèse, dont les frontières demeureront inchangées jusqu'en 1922. Le diocèse de Breslau regroupait désormais l'essentiel des paroisses catholiques de la Province de Silésie, à l'exception des paroisses catholiques des districts de Ratibor et de Leobschütz, qui jusqu'en 1972 seront rattachées au diocèse, puis archidiocèse d'Olmütz (Olomouc), et des paroisses catholiques du comté prusso-silésien de Glatz, qui seront assujetties au diocèse de Königgrätz (Hradec Králové aujourd'hui), dépendant de l’archidiocèse de Prague (jusqu'en 1972).
À l'exception des districts de Bütow et de Lauenburg (Poméranie), tous deux rattachés jusqu'en 1922 au diocèse de Culm, le reste du Brandebourg et la province de Poméranie furent, à partir de 1821, administrés par la « délégation épiscopale de Brandebourg et de Poméranie ».
Mgr von Schimonsky et ses successeurs parvinrent à conserver le titre de prince-évêque, malgré la sécularisation de la Principauté de Neisse. Or, le rang de prince-évêque leur permit de siéger de plein droit à la chambre des seigneurs de Prusse (à partir de 1854) et à la chambre des seigneurs d'Autriche (à partir de 1861).
Schimonsky combattit les tendances rationalistes qui se propageaient dans le clergé sur les questions du célibat des prêtres et l'emploi exclusif du latin lors des messes et des cérémonies. Sous l'épiscopat de son prédécesseur, le gouvernement prussien avait promulgué une loi selon laquelle, dans les régions où les catholiques étaient minoritaires, les paroisses catholiques seraient dissoutes, et les églises et presbytères attribués à l’Église protestante de Prusse. En dépit des protestations des autorités de l'évêché, plus d'une centaine d'édifices furent ainsi confisqués. Le roi Frédéric-Guillaume III de Prusse mit un terme à ces confiscations, et s'efforça de soulager les torts infligés à une partie de ses sujets.
Plusieurs années après la mort de Schimonsky, la chaire épiscopale demeura vacante. Finalement, à l'instigation du gouvernement prussien, une élection porta le comte Leopold von Sedlnitzky (1836–40) à la tête de l'évêché. Le prince-évêque von Sedlnitzky n'était ni ferme ni franc dans la défense des doctrines de l’Église ; sur la question des mariages mixtes, qui prenait alors une grande importance, il refusa de trancher. Finalement, à la demande du pape Grégoire XVI, il démissionna en 1840. Il repartit pour Berlin, où il fut nommé conseiller, et se convertit au protestantisme en 1862. Il mourut à Berlin en 1871 et fut inhumé dans le cimetière protestant de Rankau (aujourd'hui Ręków, faubourg de Sobótka).

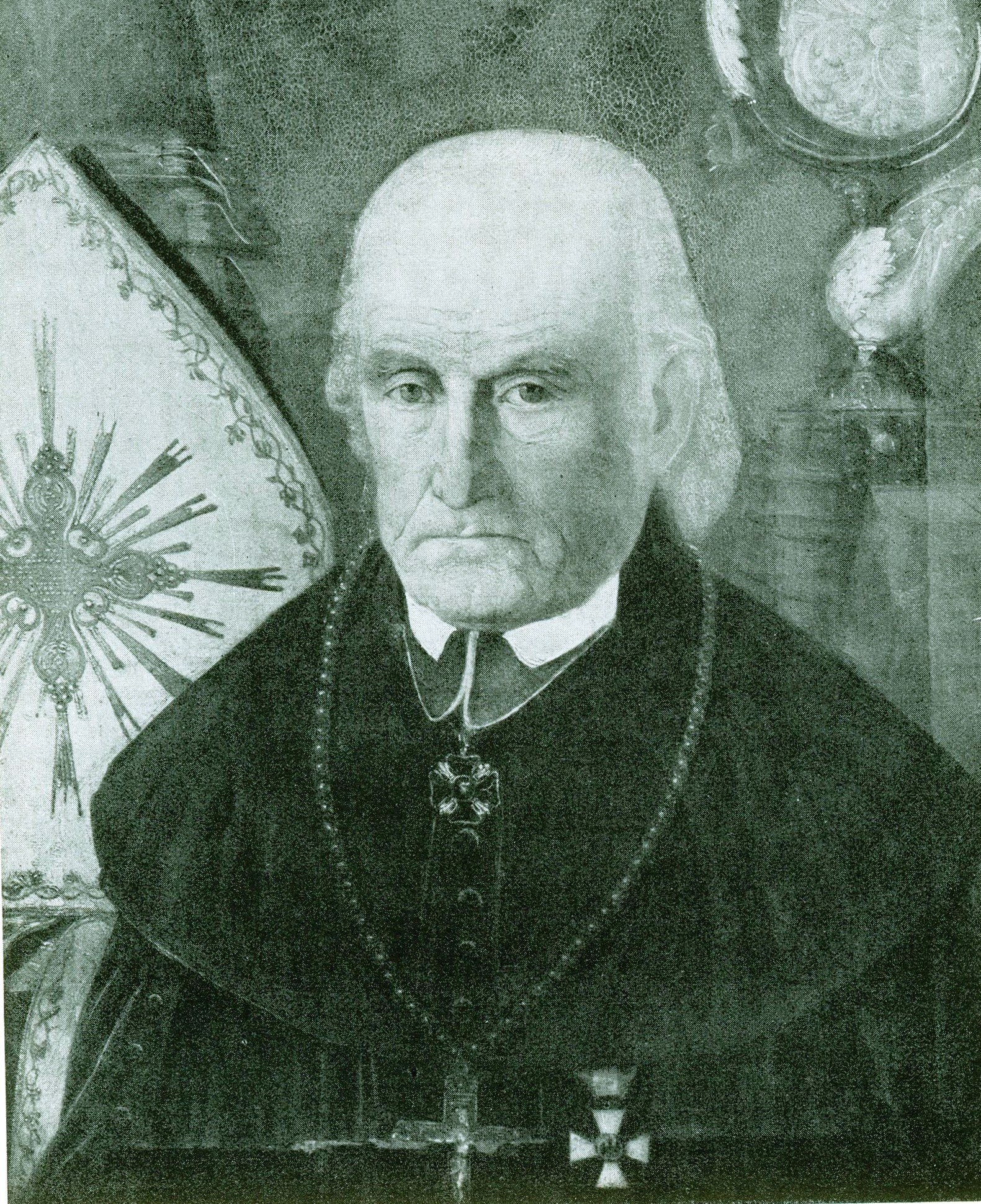
Le prince-évêque Joseph Knauer,.

Le doyen de la cathédrale, le Dr. Ritter, administra le diocèse pendant plusieurs années jusqu'à l'élection de Joseph Knauer (1843–44), alors haut doyen du comté de Glatz dans le diocèse de Königgrätz (Hradec Králové). Le nouveau prince-évêque, âgé de 79 ans, ne survécut qu'une année à sa nomination.
Son successeur fut le baron Melchior von Diepenbrock (1845–1853). Son épiscopat marqua le renouveau religieux du diocèse. Au cours des troubles révolutionnaires, non seulement il maintint la paix dans son diocèse, mais il parvint à aider les autorités prussiennes. Le roi de Prusse lui rendit un hommage appuyé et il fut finalement élevé au rang de cardinal par le pape. Il mourut le 20 janvier 1853 au château de Johannisberg et fut inhumé dans la cathédrale de Breslau.
Son successeur, Heinrich Förster (1853–1881), paracheva son œuvre. Le prince-évêque Förster fit d'importantes donations pour la fondation d'églises, d'institutions monastiques et d'écoles ; mais l'instauration du Kulturkampf mit un terme à ses entreprises dans la moitié prussienne de son diocèse. Déposé par la chancellerie de Prusse, il fut contraint de quitter Breslau et de se retirer dans son château de Johannisberg où il mourut le 20 octobre 1881; il fut inhumé dans la cathédrale de Breslau.
Le pape Léon XIII lui trouva pour successeur Robert Herzog (1882–1886), jusque-là délégué épiscopal de Brandebourg et de Poméranie et prévôt de Sainte-Edwige de Berlin. Le prince-évêque Herzog s’efforça de réparer les dégâts provoqués par la politique impériale dans les affaires du diocèse ; mais, déjà frappé par la maladie, il mourut le 26 décembre 1886.
Le 20 octobre 1887, le Saint-Siège choisit pour lui succéder un homme qui avait déjà amplement œuvré pour réconcilier l’Église et l’État : l'évêque de Fulda, Mgr Georg Kopp. Mgr Kopp, né en 1837 à Duderstadt dans le diocèse de Hildesheim, avait été ordonné prêtre en 1862 et consacré évêque de Fulda en 1881 ; il sera promu cardinal en 1893.

### Début duXXesiècle
D'après le recensement du 1er décembre 1905, la moitié allemande du diocèse de Breslau, y compris la délégation du prince-évêque, comprenait 3 342 221 catholiques; 8 737 746 protestants; et 204 749 Juifs. C'était le diocèse allemand le plus riche en termes de revenu et d'offrandes. Le diocèse employait officiellement 1 632 séculiers, et 121 prêtres réguliers. Le chapitre de la cathédrale comportait deux charges : celles de prévôt et de doyen ; il était composé de 10 chanoines réguliers, et de 6 chanoines honoraires.
La principauté était, elle, divisée en 11 commissariats et 99 archipresbytérats, comprenant 992 cures, avec 935 églises paroissiales et 633 églises subordonnées. Outre la faculté de théologie de l’université de Breslau, le diocèse possédait, diverses institutions pour la formation du clergé : cinq séminaires préparatoires, un internat réservé aux étudiants en théologie de l’université, et un séminaire de prêtres à Breslau.

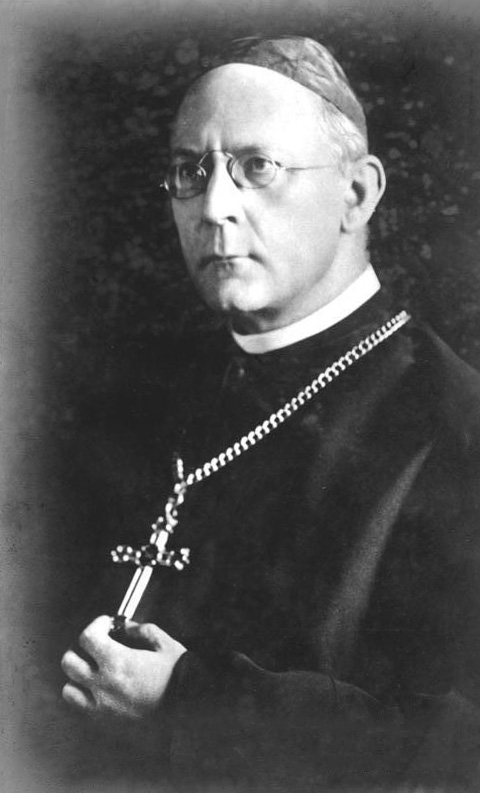
Le cardinal Adolf Bertram, élevé au rang de premier archevêque de Breslau en 1930.

Au terme du traité du Trianon, le duché de Teschen, qui jusqu'en 1918 était un fief austro-tchèque et, au plan ecclésiastique, une composante du diocèse de Breslau, se retrouvait divisé politiquement en une moitié tchécoslovaque à l'ouest et une moitié polonaise à l'est (Silésie de Cieszyn/Těšín), sa capitale étant elle-même divisée en deux communes : Těšín en Tchécoslovaquie et Cieszyn en Pologne. Toutefois, l'affiliation ecclésiastique était inchangée, le diocèse de Breslau, déjà bilatéral depuis l'annexion prussienne de 1742, devenant cette fois un évêché trilatéral tchéco-germano-polonais. Depuis 1770, le prince-évêque nommait des vicaires généraux distincts pour le district bohémien (ou autrichien, et après 1918 partiellement tchécoslovaque et polonais, resp.) du diocèse. Les diocèses de Hradec Králové (de) (Königgrätz) et d’Olomouc (Olmütz) comprenaient eux aussi des territoires diocésains frontaliers de Tchécoslovaquie et des enclaves allemandes de Silésie (diocèse de Hradec Kr. (Königgrätz): Polanica-Zdrój, Kłodzko, Habelschwerdt et Nowa Ruda; archidiocèse d'Olmütz : Branitz, Kietrz, Głubczyce et Owsiszcze). Ainsi les paroisses catholiques des villes tchécoslovaques de Silésie de Cieszyn demeuraient dans le diocèse de Breslau.
Par l’Accord germano-polonais sur la Silésie orientale, signé à Genève le 15 mai 1922, la Haute-Silésie fut cédée par l’Allemagne à la république de Pologne le 20 juin de la même année. Rattachée à la Silésie de Cieszyn, elle forma la voïvodie autonome de Silésie. Le 7 novembre 1922, le Saint-Siège détacha les paroisses catholiques de cette nouvelle voïvodie du diocèse de Breslau et les subordonna à un administrateur apostolique le 17 décembre de la même année. Le 28 octobre 1925, par la bulle papale Vixdum Poloniae Unitas, le pape Pie XI fit de cette administration un nouveau diocèse, le diocèse de Katowice, avec à sa tête l'évêque August Hlond, alors suffragant de l’archidiocèse de Cracovie.
En application du « concordat prussien » de 1929, le diocèse exempt de Breslau fut élevé au rang d'archidiocèse en 1930, et placé à la tête de la province ecclésiastique est-allemande comprenant Breslau en propre et les trois suffragants, dont le diocèse de Berlin, comprenant l'ex-délégation épiscopale de Brandebourg et Poméranie, l'ex-diocèse de Varmie et la nouvelle prélature territoriale de Schneidemühl.

### Division entre trois États
Au terme des accords de Yalta, la ville de Breslau fut rattachée à la Pologne en 1945 et rebaptisée officiellement Wrocław (l'archevêché de Breslau sera à  son tour rebaptisé « archevêché de Wrocław » en 1972, et en latin - langue officielle de l'Église - il continue à être désigné comme Vratislavia). Le 21 juin 1945, le cardinal-archevêque Adolf Bertram, tout en demeurant au château de Johannisberg, dans le district tchécoslovaque de Javorník, nomma František Onderek (de) (1888–1962) vicaire général de la zone tchécoslovaque de l’archidiocèse. Le cardinal Bertram mourut le 6 juillet 1945 au château de Johannisberg en Tchécoslovaquie, sans doute à cause des accusations polonaises portées contre ce prélat allemand (qui pourtant avait plaidé pour la réconciliation entre Allemagne et Pologne sous le gouvernement du général Pilsudski). Les Allemands de l'Ouest originaires de Silésie propagèrent dès 1946 la rumeur selon laquelle le cardinal Bertram avait été en réalité assassiné ou poussé à la mort par des « impérialistes » de l’Église catholique de Pologne.
Le 16 juillet le chapitre, ne comprenant toujours que neuf membres, élut le polonophone Ferdinand Piontek (de), expulsé de Breslau par la Gestapo au début du mois de février 1945, vicaire capitulaire. À son retour en ville il fut rétabli dans ses titres et fonctions par le chapitre le 23 juillet. Le 12 août 1945, le cardinal August Hlond se présenta pour demander à Piontek de lui abandonner l'administration des territoires archidiocésains situés à l'est de la ligne Oder-Neisse, en prétendant agir au nom de mandats papaux qui, cela dit, n'étaient applicables qu’au territoire d'avant-guerre de la Pologne.
C'est ainsi que Mgr Piontek (inconscient de la restriction de son mandat) renonça à administrer les territoires polonais de  l’archidiocèse, mais non les zones tchèque ni celles de l'Allemagne occupée. Mgr Hlond divisa le périmètre archidiocésain de territoire polonais, en trois districts : ceux de Gorzów Wielkopolski, d’Opole, et de Wrocław proprement dit, et nomma un administrateur diocésain pour chacun d'eux le 15 août, avec entrée en vigueur au 1er septembre. Le vicaire Piontek confirma la nomination d'Onderek en tant que vicaire général de la zone tchécoslovaque de l'archevêché le 18 août 1945. On demanda à Piontek d'assister Karol Milik, le nouvel administrateur de Wrocław, et il demeura. Il avait l'autorisation de gérer le clergé catholique et d'aider les laïcs germanophones que les autorités polonaises étaient en train d'expulser.
Le pape Pie XII dénonça les manipulations de Mgr Hlond. Afin de renforcer la position de Mgr Piontek, Pie XII lui accorda le statut d'évêque résidant le 28 février 1946. Pourtant, le 9 juillet, les autorités polonaises expulsaient Mgr Piontek et il trouva refuge à Peine, dans la zone d'occupation britannique. Le 31 juillet, Pie XII confirma le titre d'Onderek et le promut administrateur apostolique de la zone tchécoslovaque de l’archidiocèse de Breslau, avec résidence à Český Těšín, ce qui revenait à soustraire ce territoire à la juridiction de Wrocław,. Même si l’archidiocèse de Breslau conservait une existence de jure, il ne recouvrait plus que le territoire des zones d'occupation alliée, en Allemagne. Cela représentait une grande partie de l'évêché suffragant de Berlin, à l'exception des terres à l'est de la ligne Oder-Neisse. Quant au territoire des autres évêchés suffragants, le diocèse de Varmie était partagé entre la Pologne et l'URSS, et la Prélature territoriale de Schneidemühl était polonaise.
En 1947, Mgr Piontek retourna dans le territoire archidiocésain situé à l'ouest de la ligne Oder-Neisse (alors rattachée à la zone d'occupation soviétique) et officiait comme vicaire du chapitre auprès de la branche locale de l'ordinariat archidiocésain de Görlitz de Silésie, mis en place en octobre 1945. Malgré la politique soviétique anticléricale, il parvint à instituer un nouveau séminaire à Neuzelle en 1948, l'ancien séminaire en Pologne étant désormais inaccessible aux candidats de l'Ouest. En 1953, Pie XII accorda à Mgr Piontek le droit de porter la crosse épiscopale et d'administrer la bénédiction épiscopale. Le 23 mai 1959, Mgr Piontek devint évêque titulaire (in partibus) de Barca (de).
Mais le Saint-Siège refusa de reconnaître les prétentions de l’Église catholique de Pologne, et ne nomma que des évêques auxiliaires à l'archevêché de Cracovie, pour assurer l'office pastoral auprès des Polonais qui s'étaient établis depuis 1945 en Silésie. Légalement, l'archevêché faisait toujours partie de la Conférence de Fulda des évêques catholiques dans les frontières du 31 décembre 1937. En 1951, lorsque le Saint-Siège (emboîtant le pas à l’Allemagne de l'Ouest) maintint que la Silésie serait prochainement rendue à l’Allemagne, le Saint-Siège nomma Teodor Bensch (pl) (1903–1958), évêque titulaire de Tabuda (de) et évêque auxiliaire de Breslau, également responsable de la zone polonaise du diocèse de Berlin.

### L'archevêché depuis 1972

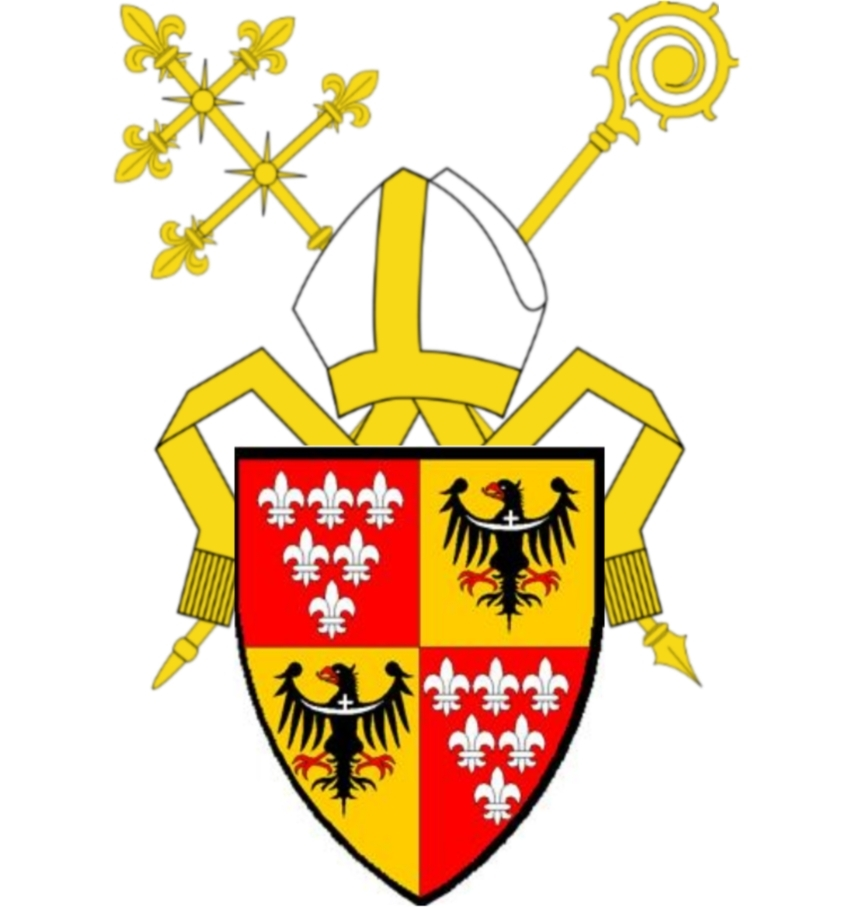
Blason.

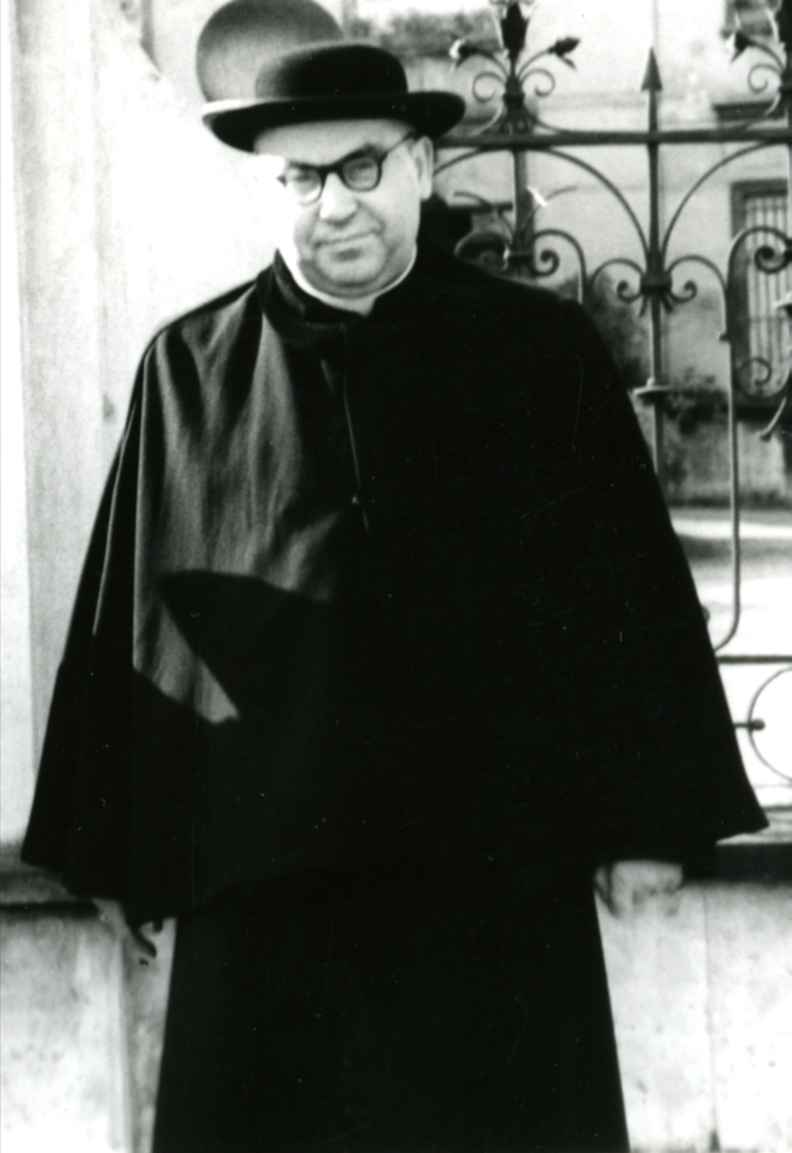
Boleslas Kominek, 2e archevêque de Wrocław depuis 1945.

Le 28 juin 1972, toutefois (en réponse au changement d'attitude de la RFA vis-à-vis de l'Ostpolitik), le pape Paul VI redécoupa les frontières de l'archevêché pour les conformer aux frontières d'après-guerre. La constitution apostolique Vratislaviensis – Berolinensis et aliarum désenclava le territoire diocésain est-allemand (devenu l’Administration apostolique exempte de Görlitz), le district diocésain de Gorzów Wielkopolski (devenu diocèse de Gorzów) et celui d’Opole (devenu le diocèse d'Opole). Les diocèses suffragants de Berlin, de Piła/Schneidemühl et de Varmie furent aussi réorganisés : le premier (réduit au territoire allemand) devint diocèse exempt, celui de Piła/Schneidemühl fut dissout et son territoire redistribué entre les nouveaux diocèses de Gorzów, de Koszalin-Kołobrzeg, et la Varmie, désormais diocèse suffragant de l’archidiocèse de Varsovie, Métropole de toute la Pologne.
Le reste du territoire archidiocésain, grossi du territoire du powiat de Kłodzko (avec les villes de Bystrzyca Kłodzka, de Kłodzko, de Nowa Ruda et de Polanica-Zdrój, jusque-là partie du diocèse de Hradec Králové (de)), forma le nouvel archidiocèse de Wrocław, membre de la Conférence épiscopale polonaise. C'est ainsi que le rév. Bolesław Kominek a été nommé au siège archiépiscopal, ce qui en fait le premier évêque polonais depuis la démission en 1840 du prince-évêque Léopold Sedlnitzky, comte Choltitz von Odrownocz, qui était à vrai dire un aristocrate austro-polonais. En 1978 l’Administration Apostolique de Silésie tchèque fut incorporée à l’archidiocèse d'Olomouc. Depuis 1996, l'ex-Administration apostolique forme l'essentiel du nouveau diocèse d'Ostrava-Opava (de), suffragant de l'archevêché d'Olomouc.
Les prêtres allemands expulsés et les fidèles germanophones de Silésie bénéficient désormais, pour toutes les institutions concernées, du statut de visiteur apostolique, grâce au pape Paul VI qui prit cette décision en 1972, par égard pour les catholiques Allemands expulsés de Silésie. Le premier visiteur apostolique a été Hubert Thienel, suivi de Winfried König (de).

## Source
- (en) Cet article est partiellement ou en totalité issu de l’article de Wikipédia en anglais intitulé « Roman Catholic Archdiocese of Wrocław » (voir la liste des auteurs).